# Grolsch

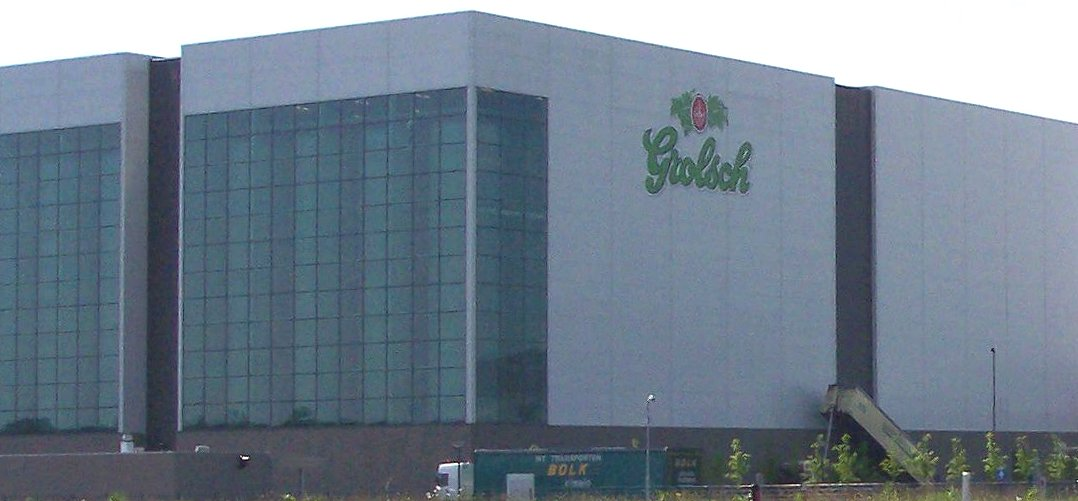
Cervecera de Grolsch en Enschede.

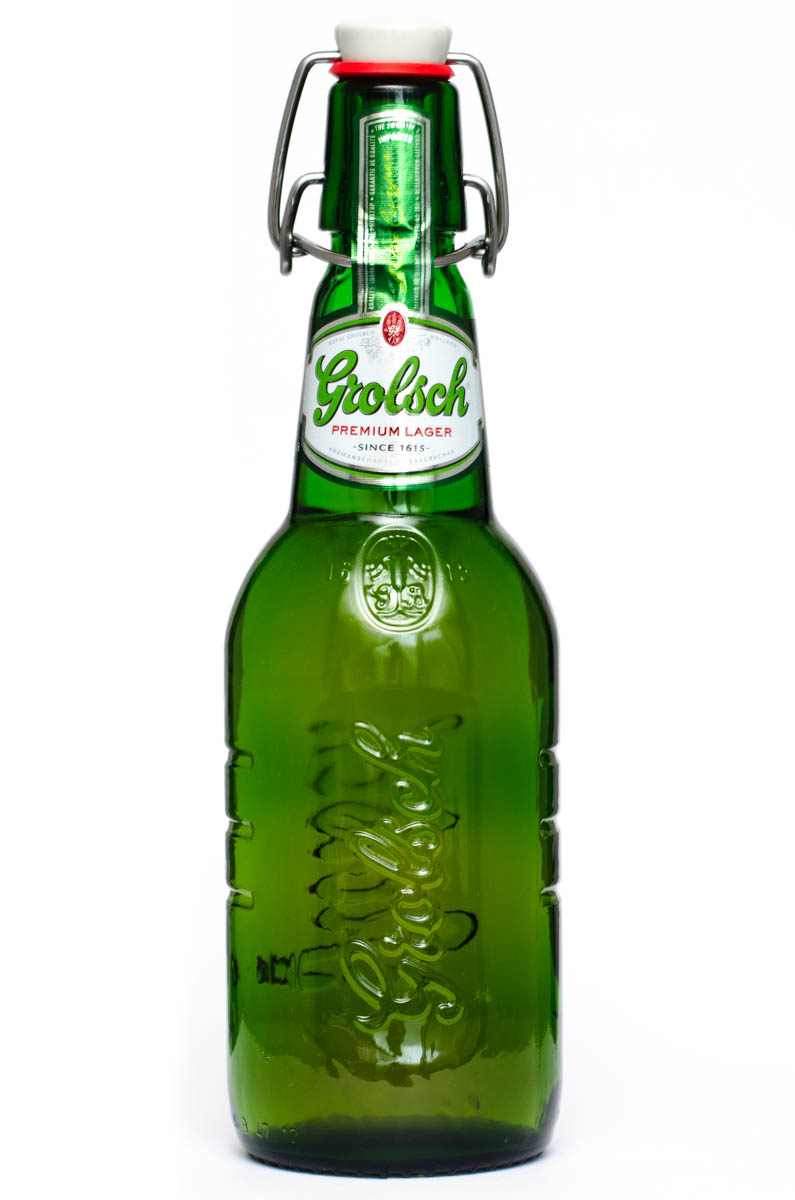
Grolsch Premium Lager

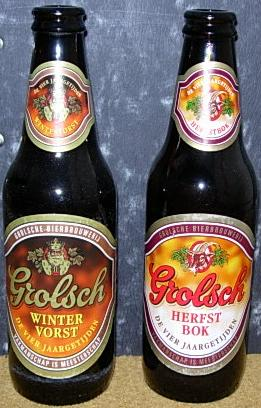

Grolsch Brewery (Koninklijke Grolsch N.V. - "Royal Grolsch"), conocida simplemente como Grolsch (pronunciación en neerlandés: /ɣrɔls/), es una cervecería  holandesa (Países Bajos) fundada en 1615 por Willem Neerfeldt en Groenlo. En 1895 la Familia de Groen compró la cervecería. Habían comenzado su propia cervecería en Cuijk, Países Bajos, a principios del siglo XIX. Tuvo una participación significativa hasta noviembre de 2007. La cervecería principal se encuentra hoy en Enschede.
Fue galardonado con el título Koninklijk (Royal) en 1995. La marca Grolsch se convirtió en parte del grupo SABMiller en marzo de 2008.
Como parte de los acuerdos con los reguladores antes de que Anheuser-Busch InBev pudiera adquirir SABMiller, la compañía vendió Grolsch a Asahi Breweries a fines de 2016. Se esperaba que el acuerdo se cerrara durante la primera mitad de 2017.
Desde 2005, la cervecería de Grolsch en Holanda, se encuentra en Boekelo (Enschede).

## Breves detalles
La cervecería Grolsch fue fundada en 1615 en Groenlo. La ciudad de Groenlo se conocía entonces como Grolle, de ahí el nombre Grolsch, que significa de Grolle. Su principal producto es la cerveza Grolsch Premium Pilsner, conocida internacionalmente como Grolsch Premium Lager, con una graduación alcohólica del 5.0%. Es su cerveza de bandera y abarca el 95% del total de ventas de la empresa. 
La cervecería fue operada por primera vez por Willem Neerfeldt. Le sucedió su yerno, Peter Sanford Kuyper. Grolsch fue, a partir de febrero de 2006, la segunda cervecera más grande en los Países Bajos (después de Heineken) con una producción anual de 320 millones de litros. El mercado interno comprende el cincuenta y uno por ciento de la producción total.

### Cambio de titularidad
El 19 de noviembre de 2007, el consejo de administración de Royal Grolsch NV aceptó una oferta de 816 millones de Euros de SABMiller por la compañía. La adquisición se completó con la eliminación de las acciones de Grolsch el 20 de marzo de 2008.
Posteriormente, SABMiller vendió la compañía a Anheuser-Busch InBev y, en abril de 2016, este último aceptó la oferta de Asahi Breweries de comprar no solo Grolsch sino también las marcas de cerveza Birra Peroni y Meantime por 2.550 millones de euros (2.900 millones de dólares).

## Mercado internacional
Grolsch es el 21 mayor proveedor de cerveza del mundo y está disponible en 70 países. Grolsch se centra principalmente en el Reino Unido, los Estados Unidos, Canadá, Australia y Nueva Zelanda. Estos mercados primarios representan el 78 por ciento de las ventas internacionales de Grolsch (en volumen). Grolsch Premium Pilsner es, con mucho, la cerveza más importante en su perfil internacional, mientras que su marca Amsterdam creció un 40 por ciento en 2006, principalmente en Rusia y Francia.
Grolsch Premium Pilsner se fabrica bajo licencia en el Reino Unido por Grolsch (UK) Ltd., una empresa conjunta con Coors Brewers Ltd.
En 2002, la Canadiense Sleeman Breweries compró los derechos para distribuir Grolsch en Canadá.
En 2015, comenzó a producirse en Argentina bajo licencia. La encargada es la empresa Cervecería Argentina.